# Marie Huot (1965)
Pour les articles homonymes, voir Marie Huot et Huot.
Marie Huot est une poétesse française née le 8 février 1965. Elle vit dans le sud de la France.

## Œuvres
- Les Gestes, éditions Temps Parallèles, 1984.
- Bleu, éditions Telo Martius, 1992.
- Absenta, Le temps qu'il fait, 2004, (Prix Jean Follain 2002).
- Chants de l'éolienne, Le temps qu'il fait, 2006, (prix Max-Jacob 2007).
- Récits librement inspirés de ma vie d'oiseau, Le temps qu'il fait, 2009.
- Portrait de ma grand-mère en demoiselle coiffée, Le Bruit des autres, 2009
- Qu’est-ce qu'il y a dans l'eau ? Dis, qu'est-ce qu'il y a dans l'eau ? le feu ?, éditions Encre et lumière, 2011
- La visite au petit matin, avec Diane de Bournazel, Editions Al Manar (http://www.editmanar.com), 2011.
- Qu’est ce qu'il y a dans l'eau, dis, qu'est ce qu'il y a dans l'eau ? le feu ?, éditions Encre et Lumière, 2011
- Gît mon cœur brûlé, éditions Cadran ligné, 2011
- Dort en lièvre, éditions Le Bruit des autres, 2011
- Gît le cœur, éditions le Bruit des autres, 2012
- Une histoire avec la bouche, éditions Al Manar, 2012 (Prix Vénus Khoury-Ghata, 2014)
- Mon enfant de sept lieues, éditions Circa 1924, 2012
- Douceur du cerf, éditions Al Manar, 2013
- Le Rêveur de chandelle, éditions du Petit flou, 2013
- Les Petits Jardins, éditions Contre-allée, 2013
- À peine, éditions Le Loup dans la véranda, 2014
- Osselets & mots sur la table, éditions Jacques Brémond, 2014
- Délicat présent (à paraître aux éditions du Temps qu'il fait en septembre)
- Ma maison de Geronimo éditions Al Manar 2017

Livres d’artistes avec : Jan Arons, Bessompierre,  Elisabeth Vernet, Jacqueline Blewanus, Diane de Bournazel, Frédérique Le Lous Delpech, Catherine Liégeois, Marc Granier... et des contributions à Carte noire, Les Cahiers de Garlaban, Europe, N47, Diérèse, Décharge, Neige d'août, Contre-allée...